# CyClones
CyClones è un videogioco per MS-DOS, di genere sparatutto in prima persona. Sviluppato da Raven Software, è stato pubblicato da Strategic Simulations, Inc. nel 1994.

## Trama
Voi siete Havoc, un guerriero potenziato ciberneticamente, in lotta contro degli alieni. Scoprite che siete stati riprogrammati e che fate parte della fazione che combattete: dovrete scoprire chi vi ha fatto questo.

## Modalità di gioco
La caratteristica più innovativa di questo titolo è quella del metodo controllo: è infatti possibile sparare o in genere interagire con l'ambiente grazie al mouse, in maniera indipendente dal nostro movimento via tastiera. Altra opzione allora degna di nota era una "modalità tutorial" interattiva, oggi presente nella maggior parte dei titoli moderni.

## Tecnologia
Inizialmente il gioco doveva sfruttare il motore grafico di Shadowcaster, a sua volta basato su una versione preliminare di Doom. In seguito fu deciso di sviluppare un nuovo motore: chiamato STEAM, introduceva alcune caratteristiche innovative come piattaforme movibili, camminatoie sospese, piani obliqui e texture trasparenti. Nonostante queste novità il motore non era in grado, similarmente a Wolfenstein 3D, di gestire muri dotati di angoli orizzontali diversi da 90°.

## Versioni
La versione in CD-Rom, a differenza della versione in floppy disk, contiene circa 9 minuti di video digitalizzati con attori reali.